# Rhône (departement)
Rhône je francouzský departement ležící v regionu Auvergne-Rhône-Alpes. Název pochází od řeky Rhôny. Hlavní město je Lyon, které však samo má zvláštní statut Métropole de Lyon.

## Nejvýznamnější města
- Lyon
- Villefranche-sur-Saône